# Летняя лига НБА
Летняя лига НБА (англ. NBA Summer League) — состоит из двух профессиональных баскетбольных лиг — Летней лиги Лас-Вегаса и Летней лиги Орландо (управляется «Орландо Мэджик»). В период проведения турниров объединяет клубы НБА, которые наигрывают в рамках Летней лиги различные составы. Обычно игроками стартовой пятёрки становятся молодые игроки, либо игроки скамейки запасных, которые проходят предсезонную подготовку вместе с игроками «основы». Иногда для участия в лиге приглашают незадрафтованных игроков, а команды по итогам выступлений новичков решают, подписать или нет с ними контракт. Основной интерес для зрителей, а также для СМИ представляют новички и их навыки. Кроме того, выступление в Летней лиге для игрока является своеобразной ступенькой от уровня колледжа к уровню НБА. Часто в розыгрыше принимают участие только что выбранные на драфте игроки, либо игроки, которые достаточно давно не выступали в НБА.
Летняя лига Лас-Вегаса является одной из двух летних лиг в США. Второй является Летняя лига Орландо, управляемая «Орландо Мэджик». До 2008 года ещё одной лигой являлась лига Роки-Маунтин Ревью (управлялась «Ютой Джаз»), однако в 2009 году турнир был отменён.

## История
Первый сезон в Летней лиге Лас-Вегаса пришёлся на 2004 год, а матчи проходили на площадке Университета штата Невады в Лас-Вегасе. В розыгрыше приняли участие шесть команд НБА: «Бостон Селтикс», «Кливленд Кавальерс», «Денвер Наггетс», «Орландо Мэджик», «Финикс Санз» и «Вашингтон Уизардс». Всего команды сыграли 13 матчей.
При участии Уоррена Легэри в Летней лиге в течение трёх сезонов выросло количество участников до 16 при 40 сыгранных матчах. В Летней лиге НБА 2005 года приняли участие 15 команд: «Бостон Селтикс», «Чикаго Буллз», «Шарлотт Бобкэтс», «Кливленд Кавальерс», «Даллас Маверикс», «Денвер Наггетс», «Детройт Пистонс», «Голден Стэйт Уорриорз», «Лос-Анджелес Клипперс», «Нью-Джерси Нетс», «Нью-Орлеан Хорнетс», «Нью-Йорк Никс», «Орландо Мэджик», «Финикс Санз», «Портленд Трэйл Блэйзерс», «Сакраменто Кингз» и «Вашингтон Уизардс».
В 2007 году НБА присвоила турниру приставку «НБА» и он стал называться Летняя лига НБА. В 2008 года в Летней лиге приняли участие 22 команды, а спонсором выступила компания EA Sports.

## Розыгрыш
До сезона 2013–14 в НБА выигрыш или проигрыш в Летней лиге практически ничего не значил. Основной задачей лиги было дать шанс отдельным игрокам прогрессировать. Некоторые из игроков надеялись попасть в основной состав команды перед началом регулярного сезона.
Если игрок не был подписан, команда могла подписать его на период проведения Летней лиги, что давало возможность показать свой максимум, а затем претендовать на полноценный контракт. Любая команда могла подписать игрока после окончания лиги. Так, например, студент Гарварда Джереми Лин был приглашён выступать в Летней лиге за «Даллас Маверикс», так как не был задрафтован в этом году. В Летней лиге НБА 2010 года он показал себя и был подписан клубом «Голден Стэйт Уорриорз».
В период проведения Летней лиги НБА 2013 года впервые определялся чемпион. В Летней лиге Лас-Вегаса принимали участие 22 команды. Каждая команда проводила три матча. В зависимости от результатов, команды сеялись и отправлялись в корзину с номерами посева 1-22. Десять команд выступали в Летней лиге Орландо. Каждая команда играла пять матчей, а в финале определялся победитель. В Летней лиге Орландо турнир не разыгрывался, однако была финальная игра, где первая сеяная команда играла со второй сеяной. Третья и четвёртая играли матч за 3-е место. Для Летней лиги Орландо использовалась система подсчёта очков. Первую Летнюю лигу Орландо выиграла команда «Оклахома-Сити Тандер», которая в финале победила «Хьюстон Рокетс», а «Голден Стэйт Уорриорз» стали первым чемпионом Летней лиги Лас-Вегаса, одержав победу над «Финикс Санз».

## Участники

### Летняя лига Лас-Вегаса
- Атланта Хокс
- Шарлотт Хорнетс
- Чикаго Буллз
- Кливленд Кавальерс
- Даллас Маверикс
- Денвер Наггетс
- Голден Стэйт Уорриорз
- Хьюстон Рокетс
- Лос-Анджелес Клипперс
- Лос-Анджелес Лейкерс
- Майами Хит
- Милуоки Бакс
- Миннесота Тимбервулвз
- Нью-Орлеан Пеликанс
- Нью-Йорк Никс
- Филадельфия Севенти Сиксерс
- Портленд Трэйл Блэйзерс
- Финикс Санз
- Сакраменто Кингз
- Сан-Антонио Спёрс
- Торонто Рэпторс
- Юта Джаз
- Вашингтон Уизардс

### Летняя лига Орландо
- Бостон Селтикс
- Бруклин Нетс
- Детройт Пистонс
- Хьюстон Рокетс
- Индиана Пэйсерс
- Мемфис Гриззлис
- Майами Хит
- Оклахома-Сити Тандер
- Орландо Мэджик
- Филадельфия Севенти Сиксерс

## MVP
| Год  | Национальность | Игрок            | Позиция | Команда                 |
| ---- | -------------- | ---------------- | ------- | ----------------------- |
| 2013 | Литва          | Йонас Валанчюнас | Ц       | Торонто Рэпторс         |
| 2013 | США            | Джереми Лэмб     | АЗ      | Оклахома-Сити Тандер    |
| 2012 | США            | Дамиан Лиллард   | РЗ      | Портленд Трэйл Блэйзерс |
| 2011 | н/д            | н/д              | н/д     | н/д                     |
| 2010 | США            | Джон Уолл        | РЗ      | Вашингтон Уизардс       |
| 2009 | США            | Блэйк Гриффин    | ТФ      | Лос-Анджелес Клипперс   |
| 2008 | США            | Джеррид Бэйлесс  | РЗ      | Портленд Трэйл Блэйзерс |
| 2007 | США            | Нэйт Робинсон    | З       | Нью-Йорк Никс           |
| 2006 | США            | Рэнди Фойе       | З       | Миннесота Тимбервулвз   |

## Победители
| Год  | Лига      | Чемпион                     | Счёт  | Финалист        | MVP              | Чемпион MVP   |
| ---- | --------- | --------------------------- | ----- | --------------- | ---------------- | ------------- |
| 2013 | Орландо   | Оклахома-Сити Тандер        | 85–77 | Хьюстон Рокетс  | Джереми Лэмб     | Джереми Лэмб  |
| 2013 | Лас-Вегас | Голден Стэйт Уорриорз       | 91–77 | Финикс Санз     | Йонас Валанчюнас | Иан Кларк     |
| 2014 | Орландо   | Филадельфия Севенти Сиксерс | 91–75 | Мемфис Гриззлис | Элфрид Пэйтон    | Элфрид Пэйтон |
| 2014 | Лас-Вегас | Сакраменто Кингз            | 77–68 | Хьюстон Рокетс  | Глен Райс        | Рэй Маккаллум |